# Fissidens subradicans
Fissidens subradicans är en bladmossart som beskrevs av Brotherus 1896. Fissidens subradicans ingår i släktet fickmossor, och familjen Fissidentaceae. Inga underarter finns listade i Catalogue of Life.